# 히메노피톤속
히메노피톤속(Hymenophyton)은 리본이끼목에 속하는 우산이끼류 속의 하나이다. 히메노피톤과(Hymenophytaceae)의 유일속이다. 1~3종으로 이루어져 있다. 단일종으로 알려져 왔으나 식물화학적 특성과 분자생물학적 연구를 통해서 히메노피톤 속 안에 2개 종을 추가할 것이 제안되고 있다. 히메노피톤 렙토포둠(Hymenophyton leptopodum)은 히메노피톤 플라벨라툼(Hymenophyton flabellatum)의 이명으로 간주해 왔으나 별도의 종으로 복원되었다. 칠레에서 발견되는 대체로 별도의 분류군으로 간주해 왔던 히메노피톤 페디켈라툼(Hymenophyton pedicellatum)도 이제 히메노피톤속 분류로 제안되고 있다.

## 하위 종
- 히메노피톤 플라벨라툼 (Hymenophyton flabellatum)
- 히메노피톤 렙토포둠 (Hymenophyton leptopodum)
- 히메노피톤 페디켈라툼 (Hymenophyton pedicellatum)